# Cerastium nigrescens
Cerastium nigrescens là loài thực vật có hoa thuộc họ Cẩm chướng. Loài này được (H.C.Watson) Edmondston ex H.C.Watson mô tả khoa học đầu tiên năm 1860.